# Centro studi e ricerche di medicina aeronautica
Il Centro studi e ricerche di medicina aeronautica fu istituito nel 1937 e insediato a Guidonia presso il Reparto Alta Quota, con l'obiettivo di studiare attitudine e resistenza al volo, ed individuare così i limiti fisiologici il cui superamento aveva molto spesso condotto negli anni precedenti a incidenti mortali.

## Descrizione
L'istituzione del Centro, affiancato da due sedi sussidiarie a Torino (presso l'Istituto di Fisiopatologia umana) e Milano (presso il Laboratorio Sperimentale dell'Università Cattolica del Sacro Cuore), si inseriva un filone aperto già negli anni Venti, a seguito delle problematiche emerse durante la prima guerra mondiale, che avevano fatto capire come l'essere in buona salute, avere buon udito e vista e non soffrire di vertigini non fossero requisiti sufficienti per la selezione di un pilota. Vennero così gradatamente introdotti altri parametri, legati alla psicologia comportamentale e alle reazioni psicomotorie, per valutare negli aspiranti piloti caratteristiche quali emotività, capacità di attenzione, capacità di sopportare e reagire correttamente a stress.
Tra i pionieri in questo campo di studi, vi furono Padre Agostino Gemelli, il capitano medico Tommaso Lomonaco, il professor Rodolfo Margaria; il primo orientato alla psicologia applicata, il secondo alle condizioni generali del volo, il terzo alla respirazione ad alta quota.
Fu in quegli anni che, oltre a introdurre nuove branche della medicina e della psicologia nello studio del volo umano, si puntò anche ad una sistematizzazione e standardizzazione dei test cui sottoporre i piloti: tra gli esami, quelli di oculistica, otorino con audiometria e test vestibolari, test per l'equilibrio, spirometria, cardiologia, medicina generale, psicologia. Per realizzarli, furono introdotte nuove apparecchiature o aggiornate quelle ereditate dall'Istituto medico-legale di Montecelio: tra queste, apparecchi ciclo-spirometrici, apparecchi per gasanalisi respiratoria, camera anecoica e camera ipobarica, per verificare la resistenza allo sforzo in condizioni di alta quota.
L'attività del Centro di Guidonia fu determinante nel 1937 per il conseguimento da parte del t.col. Mario Pezzi del record di altezza (15.655 metri) per velivoli a pistoni, conquistato indossando una tuta pressurizzata che anticipava in molti aspetti le moderne tute astronautiche, e -l'anno successivo- del primato di 17.083 metri quota raggiunta in una cabina stagna, termo-pressurizzata antesignana delle future capsule spaziali.
Con l'avvento della seconda guerra mondiale le attività furono sospese, e solo nel 1951 il Centro fu ricostituito e trasferito a Roma presso l'Istituto Medico Legale, sotto la guida di Tommaso Lomonaco.
Sotto la sua guida, furono aggiunte nuove attrezzature, alcune delle quali all'avanguardia per quei tempi, tanto da far riconquistare in breve tempo al Centro la fama di cui aveva goduto in precedenza. Tra queste, sedie rotatorie, una doppia ruota e una centrifuga, una torre per esperimenti in microgravità, e una particolare attrezzatura per studiare la locomozione di eventuali astronauti in condizioni di peso ridotto.
Fu proprio l'atteggiamento pionieristico verso le attività non solo aeronautiche, ma anche spaziali, che spinse John Glenn, primo statunitense ad essere andato in orbita, a visitare il Centro, nel 1965, assieme al Centro Ricerche Aerospaziali (CRA) dove lavorava la squadra di Luigi Broglio, impegnata nel Programma San Marco.
Nel 1986 il Centro fu trasformato in Reparto medicina aeronautica e spaziale, e trasferito nell'aeroporto di Pratica di Mare.